# Plonéis
Plonéis (en bretó Ploneiz ) és un municipi francès, situat a la regió de Bretanya, al departament de Finisterre. L'any 2006 tenia 1.687 habitants.

## Demografia
| 1962                                       | 1968 | 1975  | 1982  | 1990  | 1999  |  |
| ------------------------------------------ | ---- | ----- | ----- | ----- | ----- |  |
| 946                                        | 936  | 1.161 | 1.373 | 1.426 | 1.417 |  |
| Des de 1962: població sense dobles comptes |      |       |       |       |       |  |

## Administració
| Període | Identitat       | Partit |
| ------- | --------------- | ------ |
| 2001-   | Pierre Le Berre |        |